# Johannedal
Johannedal ist ein Ortsteil von Sundsvall in der schwedischen Provinz Västernorrlands län, in der historischen Provinz (landskap) Medelpad.

## Lage
Johannedal gehört zur Gemeinde Sundsvall und innerhalb dieser seit 1. Januar 2016 zum Distrikt Skön, benannt nach der nordwestlich von Johannedal gelegenen Kirche von Skön (Sköns kyrka). Der Ort befindet sich am westlichen Ufer der dort etwa 1 km breite Meerenge Alnösundet der Bottensee, gegenüber der Insel Alnön mit dem Ort Vi. Johannedal liegt etwa 7 km nördlich des Zentrums von Sundsvall und knapp 40 km Luftlinie südwestlich der Provinzhauptstadt Härnösand.
Einige Kilometer westlich von Johannedal verläuft die Europastraße 4. Südlich am Ort vorbei verläuft  von der Europastraße im Norden von Sundsvall abzweigende Lokalstraße Y 615 über die von 1961 bis 1964 errichtete, gut 1 km lange Alnöbron (Alnöbrücke) auf die Insel Alnön. Nach Sundsvall, wo sich auch der nächstgelegene Bahnhof befindet, besteht Stadtbusverbindung.

## Geschichte
Johannedal entstand ab Ende des 19. Jahrhunderts, nachdem dort 1884 ein Sägewerk vom Unternehmer Jonas Johansson eröffnet worden war, nach dem die Werkssiedlung in Folge benannt wurde. Die holzverarbeitende Industrie blieb auch weiter bestimmend für die Ortsentwicklung. Seine heutige Form erhielt Johannedal in den 1960er- bis 1970er-Jahren durch die Errichtung der Wohnsiedlung Ljustadalen (zuvor Ljusta) westlich der ursprünglichen Ortsmitte.
Administrativ gehörte Johannedal zunächst zur Landgemeinde Sköns landskommun, die 1862 aus dem zum Kirchspiel Sköns socken hervorgegangen war. Nach verschiedenen Umgestaltungen wurden die nördlichen Vororte von Sundsvall, darunter Johannedal, 1948 zu einer eigenständigen Minderstadt (köping) namens Skön (Sköns köping) zusammengefasst. Diese ging 1965 zum Teil in der Stadt Sundsvall auf, 1971 schließlich in der neugebildeten Gemeinde.
Vor 2015 galt Johannedal als eigenständiger Tätort  mit zuletzt 2754 Einwohnern und damit zu diesem Zeitpunkt (2010) viertgrößte Ortschaft der Gemeinde.

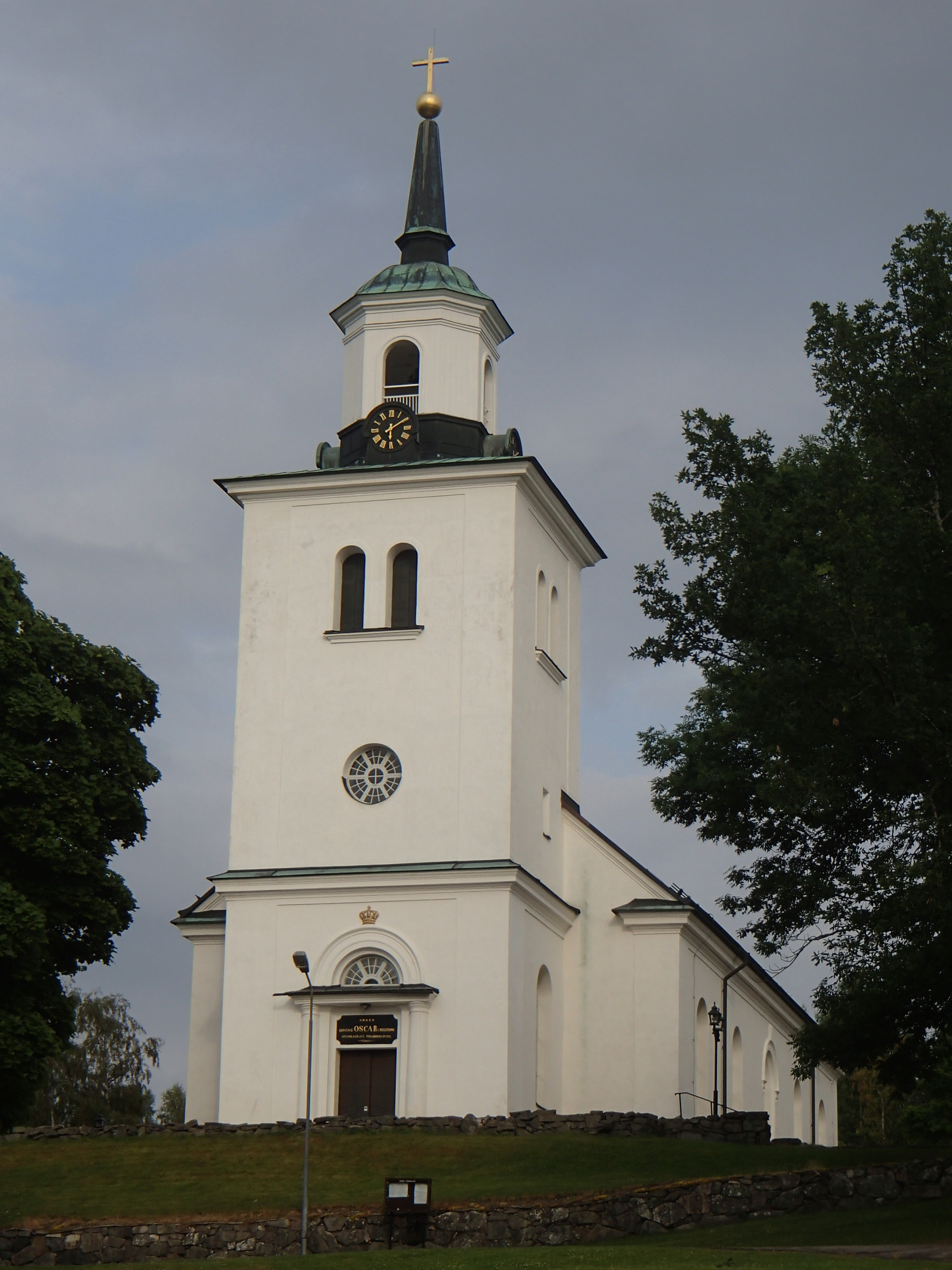
Skön-Kirche bei Johannedal
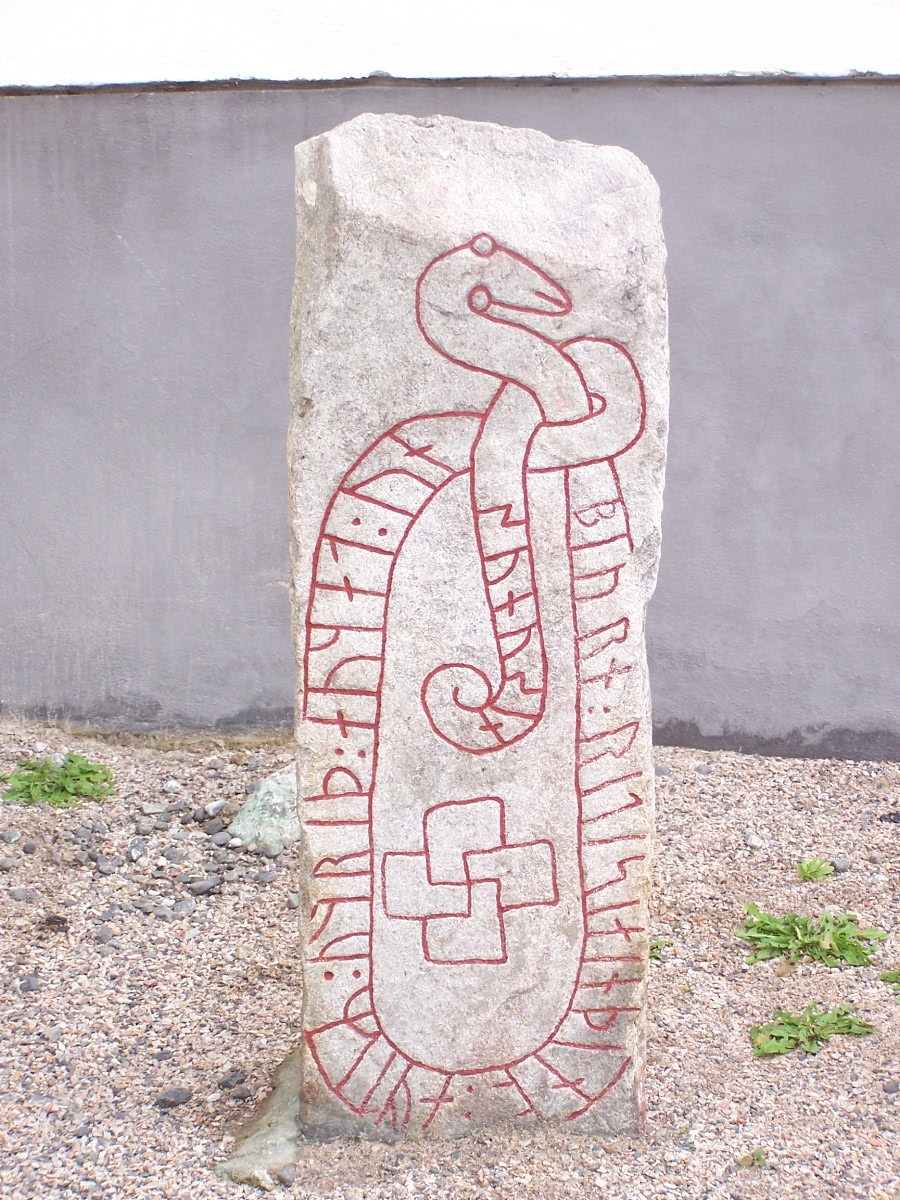
Einer der Runensteine an der Skön-Kirche

## Sehenswürdigkeiten
Etwa zwei Kilometer nordwestlich von Johannedal, in Richtung der Ortschaft Sundsbruk und des großen Gewerbegebietes und Einkaufszentrums Birsta liegt die 1850 errichtete Kirche von Skön mit diversen Nebengebäuden. Vorgängerbauten standen dort vermutlich bereits seit dem 12. Jahrhundert. Bei der Kirche stehen Fragmente zweier Runensteine.